# Monstruo del Lago de Tota
El monstruo del lago de Tota es un supuesto animal acuático, conocido —entre otras reseñas— como «diabloballena», habitante del lago de Tota en Colombia. La más antigua referencia fue dada al conquistador Gonzalo Jiménez de Quesada por indígenas de la región, quien lo describe como «(...) un pez negro con la cabeza a manera de buey y mayor que una ballena» (Lucas Fernández de Piedrahíta, 1676, y Antonio de Alcedo, 1788), aunque también se ha definido como «un pez monstruoso», «un monstruo negro» (siglo XIX), e incluso como «el Dragón» y un «divino animal arquetipal» (2012).

## Descripción
La descripción del monstruo del lago de Tota se limita a sus referencias históricas, con un reporte de un supuesto avistamiento, en 1652, y al estudio de la mitología muisca
La leyenda del monstruo del lago de Tota ha sido también analizada por la criptozoología, pseudociencia que lo relaciona con casos como el monstruo del lago Ness (Nessie) en Escocia, al monstruo del Lago Nahuel Huapi (Nahuelito) en Argentina, o El cuero de la mitología Mapuche en Argentina y Chile.

### Siglo XVII

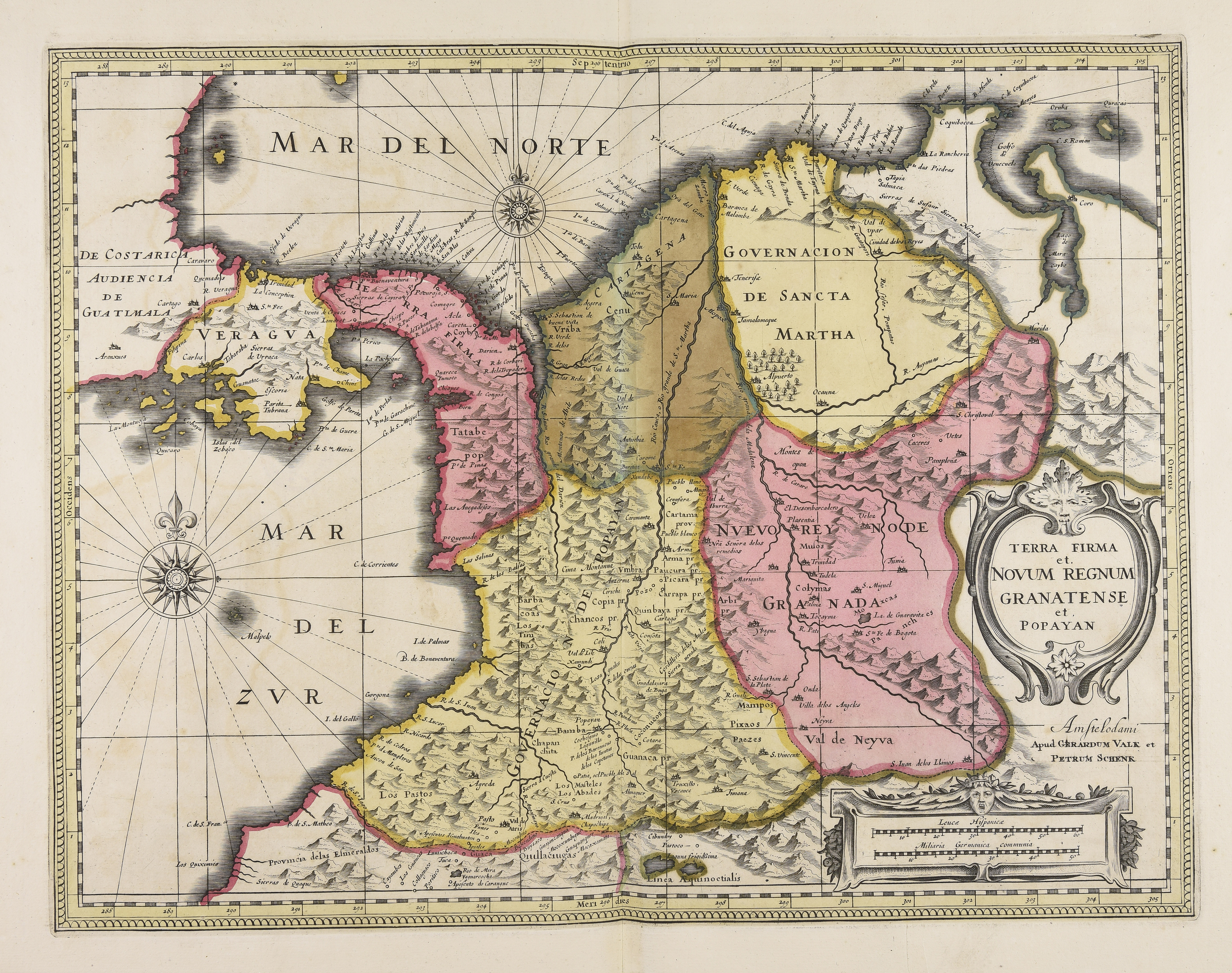
Reino de Tierra Firme, Nuevo Reino de Granada y Popayán.
Historia General de las Conquistas del N.R. de Granada: a las S. C. R. M. de d. Cárlos II Rey de las Españas y d.l. Indias.
Por Lucas Fernández de Piedrahíta
(12 de agosto de 1676).

### Siglo XIX

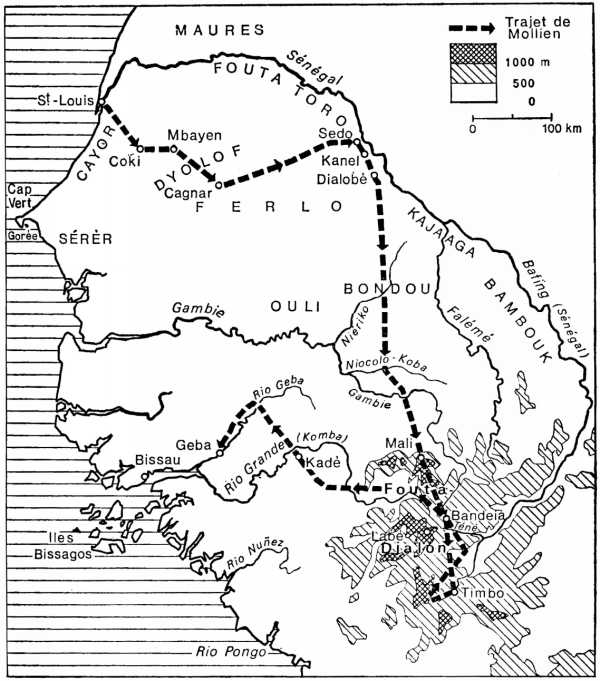
Una carta de viaje.
Gaspard Théodore Mollien (1796 - 1872).

#### Manuel Ancízar

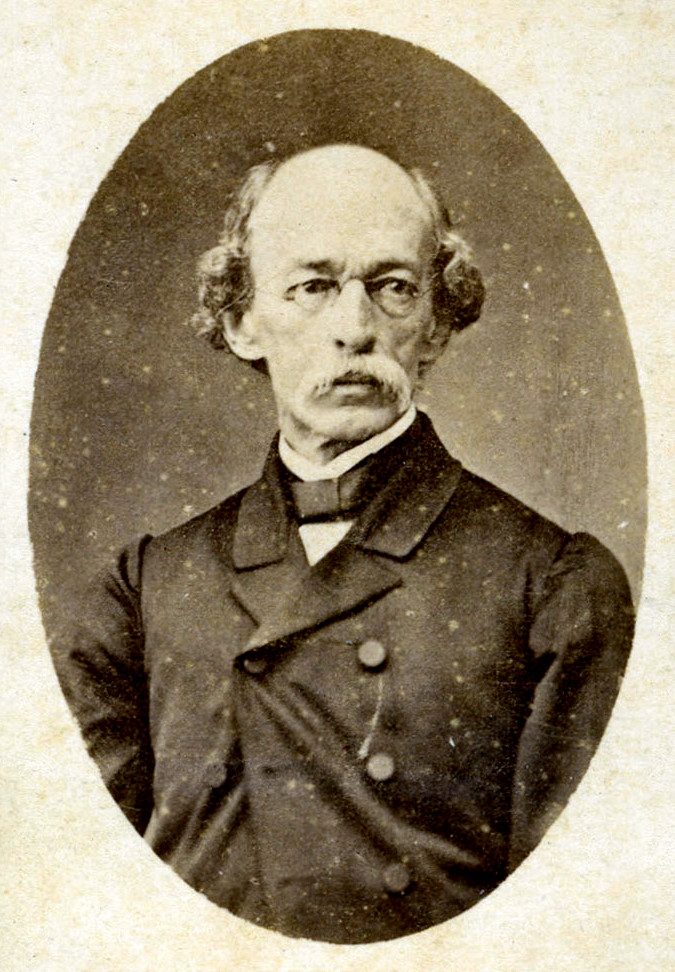
Manuel Ancízar (1812 - 1882).

#### José Jerónimo Triana

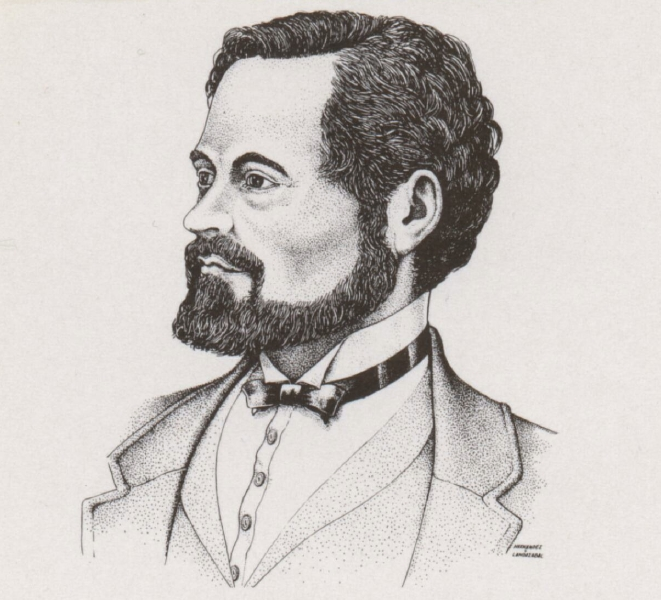
José Jerónimo Triana (1828 - 1890).

## Concepción ancestral muisca

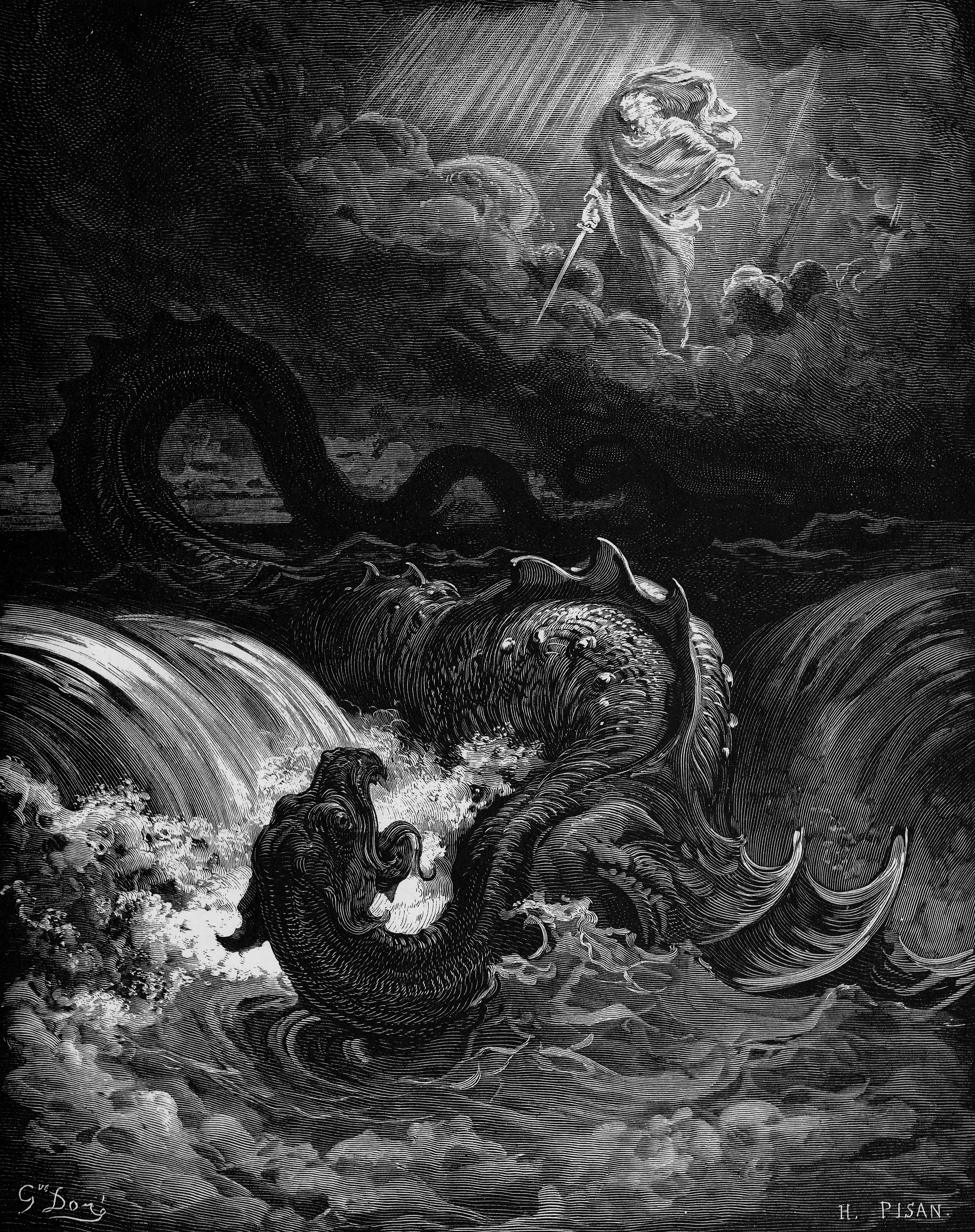
La destrucción de Leviatán, un grabado hecho en 1865 por Gustave Doré.
Ilustración de una aproximación Muisca al Monstruo del lago de Tota, interpretado como «MUYSO AKYQAKE el Dragón» por Mariana Escribano (2012).

### En el origen mítico del lago de Tota

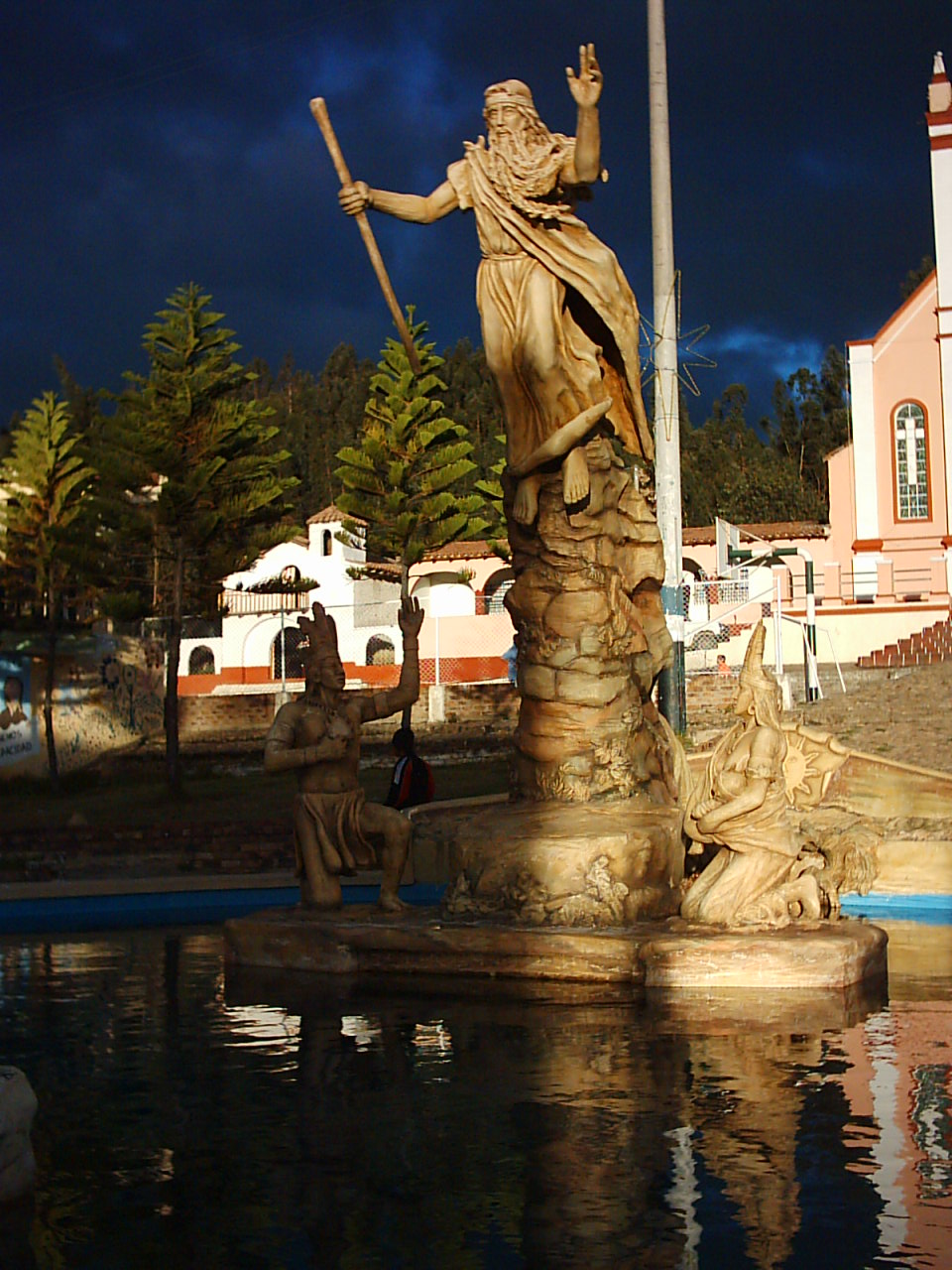
Monumento a Bochica en el municipio de Cuitiva (Boyacá).